# Rodriguezia pulchra
Rodriguezia pulchra är en orkidéart som beskrevs av Bernt Løjtnant. Rodriguezia pulchra ingår i släktet Rodriguezia och familjen orkidéer. Inga underarter finns listade i Catalogue of Life.